# Фрейманис, Айварс
Айварс Фрейманис (латыш. Aivars Freimanis; 8 февраля 1936 — 24 января 2018) — советский и латвийский кинорежиссёр, киносценарист и писатель.  Заслуженный деятель искусств Латвийской ССР (1987).

## Биография
Родился 8 февраля 1936 в городе Елгава, Латвия в семье телефонного монтёра. Закончил 1 среднюю школу в городе Добеле. Учился на историко-филологическом факультете Латвийского университета (1955—1957).
Сотрудничал в рижских газетах, журналист и редактор. На Рижской киностудии начинал с кинохроники (1961—1962), затем ассистент режиссёра (1963—1965).
Писал сценарии и дикторские тексты к документальным фильмам. Режиссёрский дебют — телевизионный документальный фильм «Крылья городских дорог» (1962). За фильм «Репортаж года» (1965) удостоен Государственной премии Латвийской ССР. Писал сценарии практически ко всем своим фильмам. Для большей художественной выразительности лент применял инсценировки в кинодокументалистике и документальные съёмки в игровом кино («Яблоко в реке»). Наполнены искренней иронией режиссёрские работы 1987 года «Янтарный латыш-87» и «Хэппенинг с М. З.». В начале 90-х снял два фильма о ливах.
Призёр всесоюзного кинофестиваля и обладатель награды национального кинофестиваля «Большой Кристап» за ленту «Мальчуган» (1977). В 1984 издал книгу «Год мальчугана» о работе над этим фильмом.
Автор сборников юмористических рассказов и повестей. Публиковался в газетах и журналах. Заслуженный деятель искусств Латвийской ССР (1987).
За многолетний вклад в развитие национального искусства награждён высшей латвийской наградой — орденом Трёх звёзд IV степени (2003).

## Фильмография
- 1974 — Яблоко в реке / Ābols upē — режиссёр, сценарист
- 1977 — Мальчуган / Puika — режиссёр, сценарист
- 1979 — Удар / Sitiens — сценарист
- 1989 — Судьбинушка / Dzīvīte — режиссёр, сценарист
- 1995 — Гнездо / — режиссёр, сценарист